# Stimmlippe

Stimmlippe beim Blick in den Kehlkopf

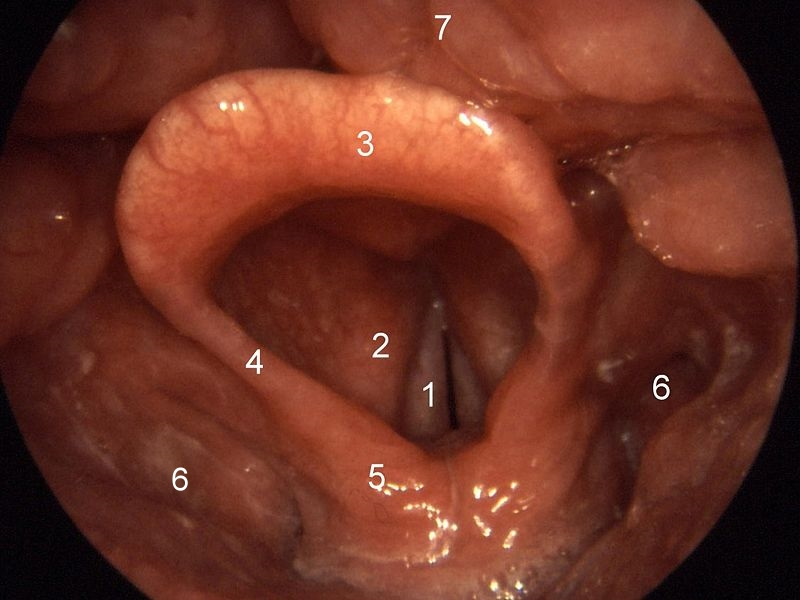
Blick auf den Kehlkopf. 1=Stimmlippe, 2=Taschenband, 3=Epiglottis, 4=Plica aryepiglottica, 5=Aryhöcker, 6=Sinus piriformis, 7=Zungengrund

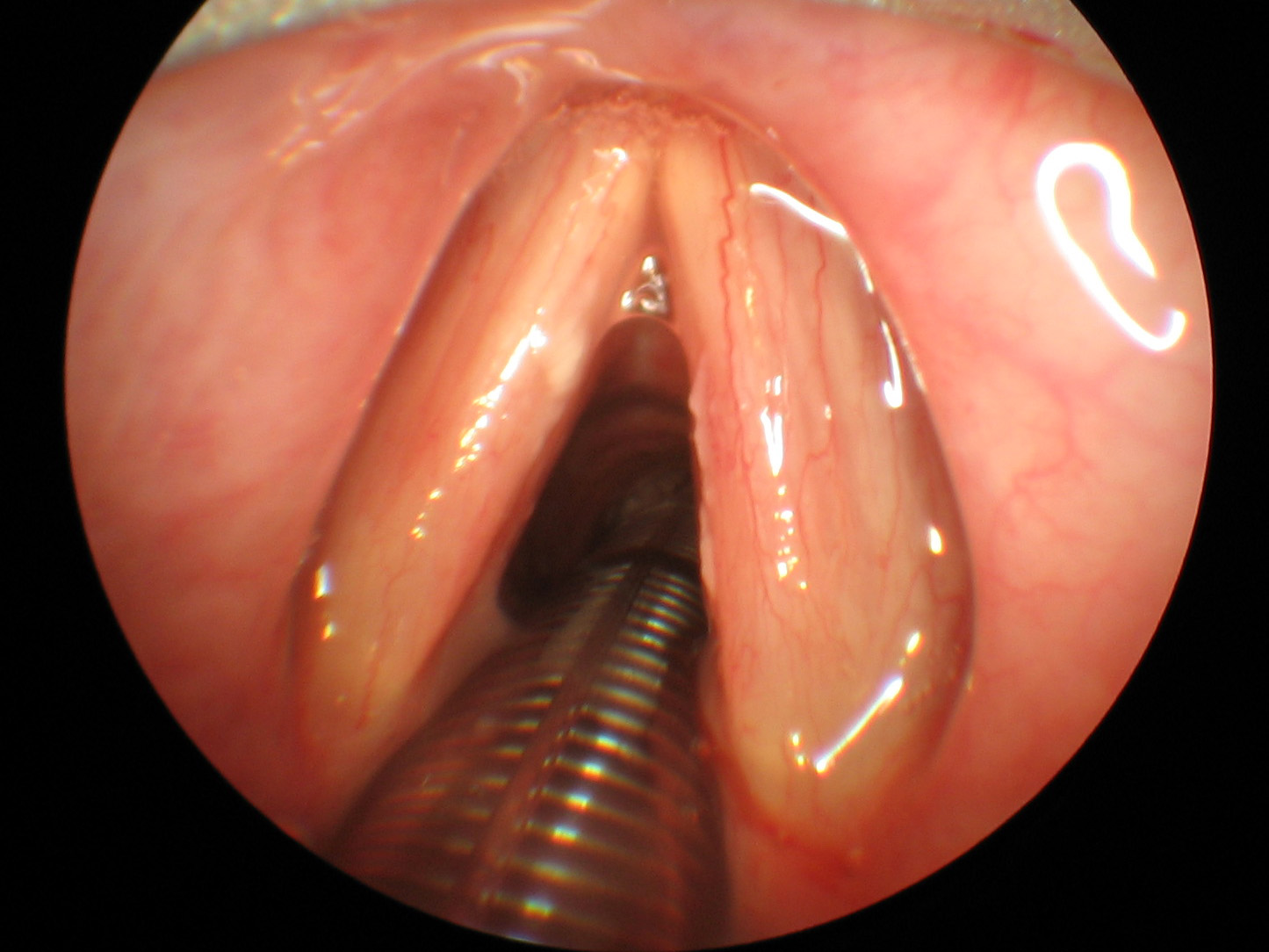
Blick auf die Stimmlippen beim intubierten Patienten

Die Stimmlippen (auch: Stimmfalten, lateinisch plica vocalis) sind paarige schwingungsfähige Strukturen im Kehlkopf. Sie sind ein wesentlicher Teil des stimmbildenden Apparates (Glottis) des Kehlkopfes, bestehend aus der von Epithel überzogenen Stimmfalte, dem eigentlichen Stimmband (Ligamentum vocale), dem Musculus vocalis und den Aryknorpeln jeweils beider Seiten. Die Stimmlippen werden beidseits bei der Phonation (Stimmgebung) durch Anblasen aus dem Brustkorb in Schwingungen versetzt (Bernoulli-Effekt) und bilden so den Primärschall der Stimme.

## Aufbau und Funktion
Der Spalt zwischen den Stimmlippen wird als Stimmritze (Rima glottidis) bezeichnet. Die hinteren Enden der Stimmlippen sind mit den beiden Stellknorpeln (lat. Cartilago arytaenoidea, Mz. Cartilagines arytaenoideae) verbunden, welche die Stellung der Stimmlippen zueinander regulieren. Beim Atmen sind die Stimmlippen weit geöffnet, wodurch die Stimmritze eine charakteristische dreieckige Form erhält. Die Weite der Stimmritze bzw. der Grad ihrer Konstriktion sind für die Artikulation von Sprachlauten bedeutend. Durch den Musculus vocalis kann eine Änderung der Stimmlippenspannung und der Stimmlippendicke erreicht werden. In Verbindung mit dem Musculus cricothyreoideus, der ebenfalls die Spannung und Länge der Stimmlippen ändert, entsteht ein sensibler Regelkreis, mit dessen Hilfe die Lautstärke und Tonhöhe der menschlichen Stimme geregelt wird. An diesem Regelkreis ist noch eine Reihe weiterer Muskeln in unterschiedlicher Ausprägung beteiligt.
Über den Stimmlippen finden sich beidseits die Taschenfalten (Plicae vestibulares), die auch „falsche Stimmbänder“ genannt werden. Unter bestimmten krankhaften Bedingungen werden primär oder ausschließlich die Taschenfalten zur Stimmbildung verwendet, was eine rau und gepresst klingende Stimme zur Folge hat (Taschenfaltenstimme).
Wenn eine Opernsängerin einen besonders hohen Ton anstimmt, öffnen und schließen sich die Stimmlippen öfter als 1000 Mal in der Sekunde. Wenn die Stimme durch einen Glottisverschluss (auch kurzfristiger Kehlkopfverschluss) unterbrochen wird, entsteht ein Knacklaut, so zum Beispiel vor „u“ in „beurteilen“ und vor allen Vokalen im Anlaut, wie in „aber“.
Die Stimmbänder können mit einem Kehlkopfspiegel oder einem Laryngoskop untersucht werden. Bei der Kehlkopfspiegelung kann durch Verwendung eines Stroboskopes der Schwingungsablauf der Stimmbänder beurteilt werden. Zur funktionellen Untersuchung können mit einem Laryngographen die Stimmbandschwingungen aufgezeichnet werden.

## Gewebeaufbau

Schematische Darstellung einer Stimmlippe im Querschnitt

Bewegung der Stimmlippen in der Modalfunktion

Die Stimmlippen haben einen schichtförmigen Aufbau. Die Basis bildet der Stimmmuskel (Musculus vocalis), darüber liegt die an elastischen Fasern reiche Lamina propria. Sie bildet vom Schildknorpel bis zum Aryknorpel eine bandartige, dem Musculus vocalis aufliegende Struktur, das Ligamentum vocale, das eigentliche „Stimmband“. Die Oberfläche der Stimmlippen und die Innenseiten der Aryknorpel sind von einer Schleimhaut (Mucosa) mit einem geschichteten Plattenepithel bedeckt, im Gegensatz zum übrigen Kehlkopf, der von einem Flimmerepithel ausgekleidet ist. An der Stimmlippenoberfläche besteht zwischen Epithel und Bindegewebe ein schmaler Zwischenraum, Reinke-Raum genannt, benannt nach Friedrich Berthold Reinke, der eine Verschiebung des Epithels gegenüber dem Bindegewebe ermöglicht (Randkantenverschiebung). Neuere elektronenmikroskopische Studien haben gezeigt, dass es sich nicht um einen vollständig leeren Raum handelt, sondern auch Kompartimente enthält. Manche Wissenschaftler sind sogar der Ansicht, dass es sich beim Reinke-Raum lediglich um ein Artefakt handele und die Schicht des lockeren Bindegewebes besser als Reinke-Schicht bezeichnet würde. Eine (krankhafte) Ansammlung von gallertiger Flüssigkeit im Reinke-Raum wird als Reinke-Ödem bezeichnet.
Hirano, 1981, gruppierte die Schichten der Stimmlippen und entwickelte so das Body-Cover-Modell (Tabelle „Schichtenaufbau“) mit den Funktionseinheiten Cover–Transition–Body. Dieses Drei- bzw. Fünfschichtenmodell und die den unterschiedlichen Schichten zuzuordnenden unterschiedlichen mechanischen Eigenschaften (z. B. Dichte, Elastizität, Konsistenz) sind eine der Grundlagen für das Verständnis der Bewegungsabläufe innerhalb der Stimmlippen.
| Epithel          |                  | Schleimhaut | Cover      |
| Lamina propria   | obere Schicht    | Schleimhaut | Cover      |
| Lamina propria   | mittlere Schicht | Stimmband   | Transition |
| Lamina propria   | tiefe Schicht    | Stimmband   | Transition |
| Musculus vocalis |                  | Muskel      | Body       |

## Erkrankungen der Stimmritzen
- anatomische Veränderungen
  - kongenitale Kehlkopfmembran
- funktionelle Veränderungen
  - Heiserkeit
  - Aphonie, Stimmlosigkeit
  - Krupp, Lebensbedrohliche Verengung des Kehlkopfes durch Schwellung
    - laryngopharyngeales Ödem: Schwellung von Glottis und Speiseröhreneingang zum Beispiel bei einer Intubation
    - Angioödem der Aryknorpeln: Isolierte Schwellung im hinteren Glottisbereich
    - EILO (exercise-induced laryngeal obstruction): Bei körperlicher Anstrengung entstehende Luftnot durch Schwellung im Stimmritzenbereich
    - Laryngitis hypoglottica = Pseudokrupp: Luftnot durch Schwellung unterhalb der Stimmritzen
- neurologische Veränderungen
  - Recurrensparese: Lähmung der Stimmritze durch Veränderung des Nervus recurrens
- Entzündungen
  - Laryngitis
    - akute Laryngitis
    - chronische Laryngitis
    - membranöse Laryngitis
    - posteriore Laryngitis durch laryngopharyngen Reflux
    - Laryngitis mit speziellen Erregern: Tuberkulose, Aktinomykose
- Neubildungen der Stimmritze
  - Sängerknötchen: Wucherung bei extremer Belastung der Stimmritze
  - Stimmbandpolyp: Gutartige Wucherung von polypenartiger Form
  - Stimmbandpapillom: Gutartige Wucherung von zottenartiger Form
  - Stimmbandfibrom: Gutartige Wucherung aus Bindegewebeszellen
  - Stimmbandkarzinom, Glottiskarzinom (siehe Kehlkopfkrebs)

## Besonderheiten in der Terminologie
Umgangssprachlich werden die Stimmlippen auch Stimmbänder genannt, obwohl das eigentliche Stimmband nur einen Teil der Stimmlippen ausmacht. Die Stimmlippen bestehen aus fünf verschiedenen Schichten:
(von innen nach außen)
1. Musculus vocalis
2. Tiefste Schicht der Lamina Propria
3. Intermediäre Schicht der Lamina Propria
4. Superfiziale Schicht der Lamina Propria (auch Reinke-Raum)
5. Schleimhautepithel
Das Stimmband (oder ligamentum vocalis) ist Teil der tiefsten Schicht der Lamina Propria.
In manchen Disziplinen, wie z. B. der Phonetik, ist der Begriff Glottis mit „Stimmritze“ gleichbedeutend.

## Stimmlippentransplantation
Der Ersatz der Stimmlippen durch Tissue Engineering wird erforscht.

## Stimmentwicklung im Lauf des Lebens
Die Stimme verändert sich im Lauf des Lebens entsprechend von Veränderungen der Stimmlippen.